# Costa Victoria
El Costa Victoria fue un crucero de la clase Sky, propiedad de Costa Cruceros.

## Historia
Construido en 1996 en los astilleros alemanes Bremer Vulkan Werft und Maschinenfabrik GmbH de Bremerhaven. 
Originalmente se planeó para 1997 la construcción de un buque gemelo del Costa Victoria, el Costa Olympia, pero nunca se completó para Costa Crociere debido a una quiebra en los astilleros. El barco fue completado por la Norwegian Cruise Line, para la cual entró en servicio en 1999 bajo el nombre de Norwegian Sky.
Fue renovado en 2004, agregándole balcones en 2 cubiertas que le agregaron modernidad a 246 de sus camarotes. 
En la primavera de 2012, fue transferido a Costa Asia para servir con el mercado asiático.
Tuvo de puerto base Singapur.
La última remodelación del buque fue a finales de marzo de 2018 antes de empezar sus rutas por el Mar Mediterráneo. Hacía seis años que no operaba por este mar. La reforma consistió en la remodelación del spa; se arregló el “Orpheus Grand Bar”; se cambió el mobiliario del restaurante de pago del barco “Club Victoria”; se creó una nueva pizzeria “Pummid’Oro” y se mejoraron algunas suites.
A comienzos de julio de 2020 Costa Cruceros anunció la cancelación de «todos los futuros viajes del Costa Victoria». Sin embargo, ni Costa Cruceros ni Carnival Corporation han anunciado de manera oficial el desenlace del barco. Lo que sí adelantó la empresa propietaria de Victoria hace unas semanas se que sería desguazado en un plan de optimización de su flota que supondría la retirada de 13 naves de Carnival Corporation en los próximos meses, debido de las pérdidas durante el segundo trimestre de 2020 a raíz de la COVID-19, valoradas en 4.400 millones de dólares.
Los últimos itinerarios del Costa Victoria desde que volvió a Europa son:
-El ritmo de las Baleares:
Tarragona > Savona > Olbia > Menorca > Ibiza > Palma de Mallorca.
-Madagascar e Islas Mauricio:
Port Luis > Victoria > Nosy Be > Diego Suárez > Tamatave > St. Denis. 
-Grecia en el corazón:
Bari > Santorini > Mykonos > Atenas > Corfú.
-Colores de la India:
Mumbai > New Mangalore > Cochin > Male.

## Descripción
La navé contó con un total de 14 cubiertas, de las que 9 están dedicadas a los pasajeros. Las mismas tienen nombres de grandes obras del género operístico: Nabucco, Bohème, Traviata, Manon, Carmen, Otello, Tosca, Norma, Rigoletto, Butterfly, además de la cubierta Solárium.
Se destaca de este buque el salón de triple altura Concorde Plaza en la proa, la piscina interna del centro termal Pompei y el hall central Planetarium con sus grandes superficies acristaladas y cuatro ascensores panorámicos que llegan a la cubierta superior.
También contenía cuatro restaurantes: Sinfonia y Fantasia, ambos con menú à la carte; el buffet Bolero, ; el restaurante Club Il Magnifico con recetas de chefs italianos. También tiene 10 bares, 2 piscinas al aire libre, 4 jacuzzis, 2 pistas de jogging, el teatro Festival en 2 niveles, un casino, una discoteca, una sala de internet, una biblioteca, un mini centro de conferencias, locales comerciales y el club Squok para niños.
El navío disponía de 964 camarotes, 20 de ellos en suite.
El 24 de junio de 2020, arribo a Piombino, Genova para su desmantelacion definitiva después de 26 años de servicio.